# Fallacosteus
Fallacosteus es un género extinto de peces artrodiros prehistóricos de la familia Camuropiscidae, del orden Arthrodira. Este género marino fue descrito científicamente por Long en 1990.

## Especies
Clasificación del género Fallacosteus:
- † Fallacosteuss Long 1990
  - † Fallacosteus turneri (Long, 1990)